# جوزف مسمار
جوزف مسمار (عربی: جوزيف مسمار؛ زادهٔ ۲۵ نوامبر ۱۹۲۱) تیرانداز اهل سوریه بود. وی در بازی‌های المپیک تابستانی ۱۹۷۲ شرکت کرده‌است.